# Batalla de Hit
La Batalla de Hit fue un conflicto armado que tuvo lugar en la ciudad homónima iraquí. Acabó con la victoria del Estado Islámico y sus aliados contra las Fuerzas Armadas Iraquíes.

## Toma de Hit
El 2 de octubre de 2014, cientos de terroristas del EI lograron penetrar en la ciudad de Hit, en Irak, después de intensos enfrentamientos contra las fuerzas locales y los aliados suníes. Durante la incursión militar en Hit, los integrantes del Estado Islámico hicieron uso de coches bomba para atacar los centros de seguridad y los principales organismos de Gobierno, una serie de agresiones que provocaron la muerte de al menos 42 elementos de seguridad de Irak y cientos de desaparecidos. Los yihadistas lograron apoderarse de un batallón de tanques, el cuartel del Regimiento de Infantería, el cuartel general de los guardias fronterizos de la Cuarta Región, el Departamento de Policía y cinco comisarías, lo que incrementó su potencial ofensivo dado el abandono de suministros.
El 13 de octubre, los yihadistas se apoderaron completamente de la ciudad, y el ejército iraquí debió trasladarse a una base aérea siria cercana.